# 農業污染

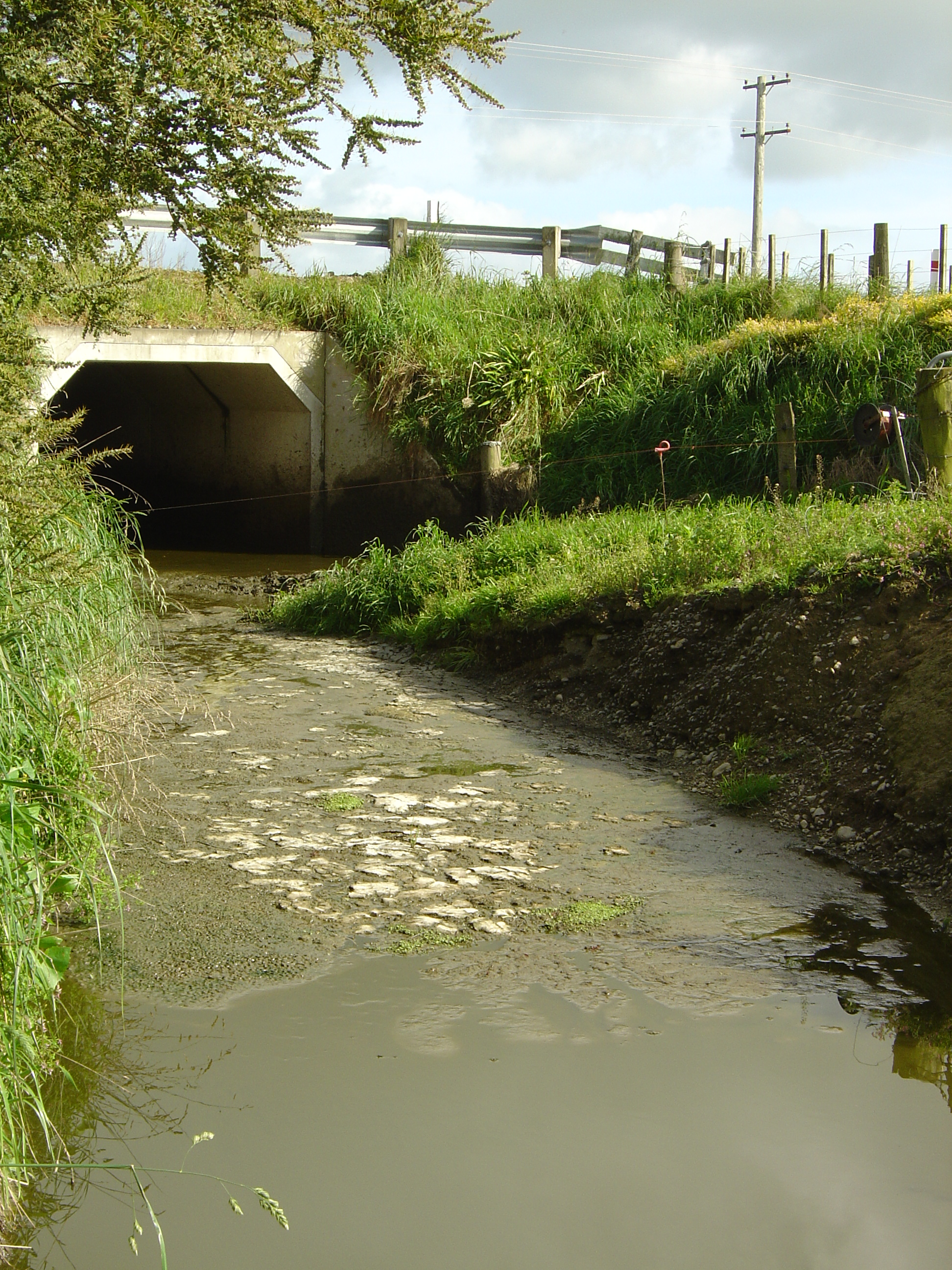
在紐西蘭懷拉拉帕區，由當地酪農業造成的水污染（攝於2003年）。

農業污染（英語：Agricultural pollution）是指因從事農業活動而產生的生物物質和非生物因子副產品，而導致環境和周圍生態系統遭到污染或是退化，對人類及其經濟利益造成傷害。污染來源有多種，從點源污染（來自單個排放點）到較為分散，大片面積的污染（稱為非點源污染和空氣污染）。一旦污染物進入環境，就會直接影響到其周圍的生態系統，例如導致當地野生動物死亡或是把飲用水污染，以及在農業徑流下游的大型水體中造成生態死區。
對於農業污染物進行管理，或是疏於管理，會對其規模和影響發生關鍵作用。涉入的管理技術包含廣泛，從動物管理和圈養，到農藥和肥料的施用方式等。不良管理做法包括管理不完善的動物餵養、放牧、耕作、施肥，以及不恰當、過度或不合時宜地施用農藥。
農業污染物會進入湖泊、河流、濕地、河口和地下水中，而嚴重影響到水質。污染物包括沉積物、營養物質、病原體、農藥、金屬和鹽。畜牧業會產生不成比率的大量污染物，並釋放進入環境（參見肉類生產對環境的影響）。如果放牧、把動物糞便儲存於處理池中以及使用糞便當做肥料，會導致糞便中的細菌和病原體會進入溪流和地下水。因為土地利用改變（例如砍伐森林來開闢油棕種植園）和畜牧業而造成的空氣污染，對氣候變化產生巨大影響（參見農業產生的溫室氣體排放），而在聯合國所屬的政府間氣候變化專門委員會所提的氣候變化和土地特別報告（IPCC Special Report on Climate Change and Land）中，重點就是如何解決前述的問題。

## 非生物因子來源

### 農藥

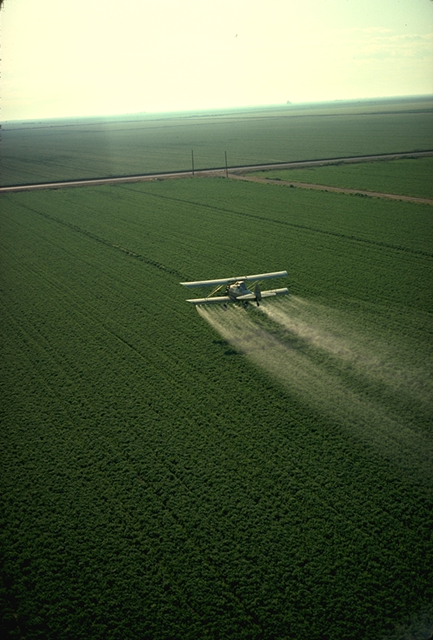
利用飛機噴灑農藥。

農藥和除草劑的用途是用來控制會破壞作物的害蟲或雜草。但這些藥劑持續在土壤中積累時，就會發生土壤污染，而改變土壤中微生物代謝過程，提高植物吸收化學物質的數量，並對土壤生物產生毒性。農藥和除草劑的持久性取決於其所含化合物的化學性質，它們會影響土壤的吸附動力學以及由此產生的土壤輸送作用。 動物吃下受農藥污染的害蟲和土壤生物，會在體內產生農藥積累。此外，農藥原本目的為針對害蟲，但可能會對授粉媒介的有益昆蟲和害蟲天敵（即捕食或寄生害蟲的昆蟲）產生更大的危害。

#### 農藥淋溶
當農藥與水混合而穿過土壤之時，會發生淋溶，最終是造成地下水污染。淋溶數量與當地土壤和農藥的特性，以及降雨量和灌溉程度有關。如果使用的是水溶性農藥，而土壤又是沙質時、施藥後澆水過多及如果農藥對土壤的吸附能力低，都是最容易發生淋溶的條件。淋溶現象不僅會發生在施藥的田地，還會發生在農藥調配區、農藥施用機械清洗場或是它們的棄置地。

### 肥料
肥料（例如氮、磷和鉀）的用途是為作物提供額外的營養，促進其生長並提高產量。雖然肥料有利於植物生長，但它們也會破壞天然養分和礦物質的生物地質化學循環，並對人類和生態健康構成風險。

#### 氮
氮肥（即NO3−（硝酸鹽）和NH4+（銨））為植物提供生長所需的氮，而提高作物產量和農業生產力，但也會對地下水和地表水產生負面影響，污染大氣層，並把土壤健康降低。並非所有肥料的養分都會被作物吸收，未被吸收的養分會積聚在土壤中，或經由地表徑流載走。硝酸鹽肥料更容易通過徑流而進入土壤中，因為它具有高溶解度，以及本身分子所具的電荷會與帶負電的粘土顆粒結合。施用過多氮肥，加上硝酸鹽的高水溶性，會因為逕流而進入地表水，也會透過淋溶而滲入地下水，造成地下水污染。地下水中硝酸鹽含量超過10毫克/升 (10ppm) 就有機會導致“青紫嬰兒”的問題（嬰兒後天性高鐵血紅素血症），並可能導致甲狀腺疾病和幾種癌症。固氮作用（將大氣中的氮 (N2) 轉化為更具生物可用性的形式）和反硝化反應（將生物可用的氮化合物轉化為 N2和N2O）是氮循環中的兩個最重要的代謝過程，因為這兩者是生態系統中最大的氮的輸入及輸出作用。這些作用讓氮氣在大氣（其中氮氣的佔比約為78%）和生物圈之間流動。氮循環中的其他重要過程是氮的但硝化作用和氨化作用，分別把銨轉化為硝酸鹽或亞硝酸鹽，把有機物轉化為氨。由於這些過程會讓大多數生態系統中的氮氣濃度保持相對穩定，而農業徑流中所含大量的氮會把這種平衡嚴重破壞。一種常在水生生態系統中見到的結果是富營養化，這反過來又會造成缺氧和無氧的情況，這兩種都會對許多物種造成致命和/或破壞的結果。施用氮肥還會把NH3氣體釋放到大氣中，然後轉化為NOx化合物。大氣中有大量的NOx化合物會導致水生生態系統酸化，並讓人類出現各種呼吸器官的問題。施肥還會釋放N2O（一種溫室氣體），可讓平流層中臭氧 (O3) 遭到破壞。接受氮肥的土壤也會受到損害。因為氮增加，作物的淨初級生產隨之增加，最終，由於生物質分解而產生的碳化合物，加上大量的氮，讓土壤微生物活動增加。由於土壤中的分解增加，其中有機質會被耗盡，而讓土壤整體健康狀況降低。
標準氮肥的一種替代品是高效肥料 (EEF)。EEF的類型有幾種，但通常分為兩個類別 - 緩釋肥料或硝化抑制肥料（nitrification inhibitor fertilizers）。緩釋肥料顆粒以聚合物包覆，可延遲和放緩氮的釋放。硝化抑制肥料是肥料顆粒塗有高疏水性的硫化合物，也可減緩氮的釋放。EEF可提供少量但穩定的氮進入土壤，並能減少氮的淋溶和NOx化合物的揮發，但科學文獻顯示這種形式的產品在減少氮污染，在某些方面有效，但在某些情況下則效果不然。 

#### 磷
農業活動中最常見的磷肥是磷酸鹽 (PO43-)，有含有PO43-的合成化合物形式，也有有機肥和堆肥等的形式。磷是所有生物體的必要營養素，因為它在細胞和代謝功能（如核酸產生和代謝能量轉移）中發揮作用。然而大多數生物體（包括農作物）是在磷含量低的生態系統中演化而來，只要少量的磷即已足夠。土壤中的微生物種群能夠將有機形式的磷轉化為植物可用的可溶性形式，例如磷酸鹽。無機肥料通常繞過此步驟，因為它們就是植物可用的磷酸鹽或其他類似的形式。任何未被植物吸收的磷都會被土壤顆粒吸附，而留在當地。當附著磷的土壤顆粒受到降雨或暴風雨水的徑流侵蝕時，通常就會流入地表水。進入地表水的磷的數量較施肥量少很多，但由於磷在大多數環境中具有限制性營養素的作用，因此即使少量也會破壞生態系統中天然磷的生物地球化學循環。雖然氮在有害藻類和藍藻大量繁殖而導致富營養化方面會發揮作用，但過量的磷被認為是最大的影響因素，因為磷通常是限制性最強的營養素，尤其是在淡水中。有害藻類和藍藻除會消耗地表水中的氧氣之外，還會產生對人類和動物，以及許多水生生物有害的藍藻毒素。
不同含磷肥料中鎘的濃度變化很大，也會產生問題。例如，原料磷酸二氫銨中的鎘含量可能低至0.14毫克/公斤，或是高達50.9毫克/公斤。有些製造過程中使用的磷酸鹽岩，其中所含的鎘高達188毫克/公斤（例如來自瑙魯和聖誕島的礦石）。持續使用高鎘磷肥，會讓土壤和植物受到污染。
歐洲聯盟委員會已考慮把磷肥中的鎘含量予以設限。而製造含磷肥料的工廠現在會依據磷酸鹽岩中的鎘含量來做適當選擇。磷酸鹽岩也含有高量的氟化物。因此由於廣泛使用磷肥，也把土壤中氟化物的濃度增高。由於植物從土壤中積累的氟化物很少，因此磷肥在這方面的污染並不嚴重。令人擔憂的是牲畜可能會從污染的土壤攝入氟化物，而產生毒性。同樣值得關注的是氟化物對土壤微生物的可能影響。
放射性元素
肥料中的放射性物質含量變化很大，取決於它們在源頭礦物中的濃度和肥料生產的過程。磷礦石中的鈾-238濃度範圍為7至100微微居里/克，而磷肥中的鈾-238濃度範圍為1至67微微居里/克。如果磷肥的年用量很高，可能會導致土壤和排水中的鈾-238濃度比正常情況高出數倍。

#### 有機污染物
糞便和生物固體含有動物和人類以食物形式攝入的許多營養物質。將這些物質施用於農田的做法為土壤養分循環提供機會。但挑戰在於糞便和生物固體不僅含有碳、氮和磷等營養物質，還可能含有污染物，包括藥品和個人護理用品 (共同稱為PPCPs)。人類和動物攝入的PPCPs種類繁多，數量巨大，並且他們在陸地和水生環境中都具有各自獨特的化學性質。而尚無它們對土壤、水和空氣品質的影響做過評估。美國國家環境保護局 (EPA) 曾對美國各地污水處理廠的生活污水殘餘的污泥做過調查，以評估其中包含的各種PPCPs的含量。

### 金屬
重金屬（例如鉛、鎘、砷、汞）進入農業系統的主要途經是透過肥料、有機廢物（如糞肥）和工業副產品廢棄物。而特別是無機肥料是讓重金屬進入土壤的重要媒介。一些農業技術，例如灌溉，會導致土壤中原本已自然存在的硒 (Se) 產生積累，這會導致下游水庫含有硒，其濃度對對野生動物、牲畜和人類會達到有毒性的程度。這個過程被稱為“凱斯特森效應”，以位於美國加利福尼亞州聖華金河谷的凱斯特森水庫而得名，這個水庫由於持續遭到傾倒有毒廢棄物，於1987年被宣佈水質有害。存於環境中的重金屬會被植物吸收，人類如果食用這類植物，會造成人體的健康風險。一些金屬對植物生長而言有其必要，但數量過大，則會對植物健康產生不利影響。
鋼鐵工業廢料中的鋅含量較高（是促進植物生長的重要元素），通常會被回收，用作肥料的原料，但除鋅之外，還可能包括如鉛、砷、鎘、鉻和鎳的有毒金屬。肥料中最常見的有毒金屬是汞、鉛和砷。這些潛在的有害雜質可在化肥生產過程中去除；但也會因此而大幅增加生產成本。

### 空氣汙染
自工業革命以來，大量的媒及石油的使用，及化學工業也開始排放各式各樣的空氣汙染物，其中二氧化硫、氟化氫、氯化氫、臭氧、過氧硝酸乙醯酯、懸浮微粒等，不僅危害人體健康還危害植物健康。造成植物生長障礙。

### 土地管理

#### 土壤侵蝕與沈積

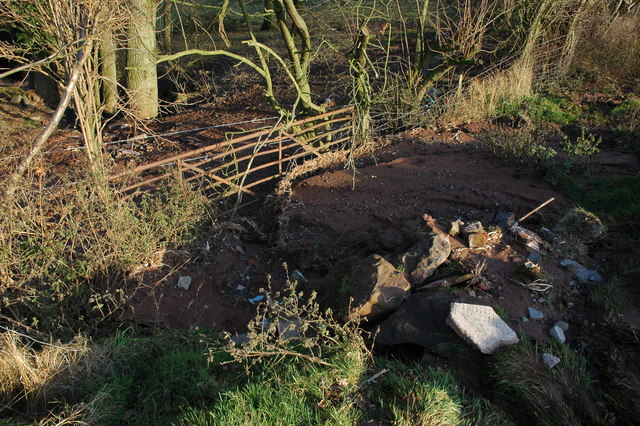
土壤侵蝕：犁過田地的土壤經由雨水沖刷到園地之外，進入水道。

因為農業密集使用土地，或是採用不良的土地覆蓋，會大幅促進土壤侵蝕和累積沈積物。據估計，農業土地的水土流失導致每年約有600萬公頃原本肥沃土地的生產力發生不可逆轉地下降。徑流水所導致沉積物的積累會以許多方式影響到水質。沉積物會降低溝渠、溪流、河流和航道流水輸送能力。沉積物也會對穿透水的光線產生限制，而對水生生物群發生影響。沉澱產生的濁度會干擾魚類的攝食習慣，影響種群動態。沉降物也影響污染物（包括磷和各種農藥）的運輸和積累。

#### 耕作和一氧化二氮排放
自然的土壤生物地球化學過程會導致各種溫室氣體的排放，包括一氧化二氮。而農業耕作會影響排放的水準。例如耕作的程度也被證明會影響到一氧化二氮的排放。

## 生物來源

### 糞便產生的溫室氣體
聯合國糧食及農業組織 (FAO) 預測全球有18%的人為溫室氣體是直接或間接來自畜牧業。這份報告還說由飼養牲畜的氣體排放量超過全球交通運輸所產生者。雖然目前畜牧業確實在產生溫室氣體排放方面發揮作用，但這種估計被認為是種虛假陳述。雖然FAO使用畜牧業的生命週期評估（即包括從種植作物以生產飼料、運送到屠宰等的排放均包括在內），但他們並未對全球交通運輸採用相同的評估模式。
而有研究資料則聲稱FAO的估計數字太低，並指出全球畜牧業的大氣溫室氣體排放量可能佔全球的51%，而非18%。 批評人士說這種估計差異之會發生是因為FAO使用過時的數據。但無論如何，如果FAO所說的18%的數字是準確的，畜牧業就是世上第二大溫室氣體的製造者。
一個在《美國國家科學院院刊》建立的模型顯示，即使把美國所有農業以及飲食中的牲畜刪除，美國溫室氣體排放量僅會減少2.6%（佔農業溫室氣體排放量的28%）。這是因為需要使用化肥以替代動物糞便，並替代其他動物副產品，並且因為牲畜所吃的是人類不能食用的食物和纖維加工副產品。此外，人們會受更多必要營養素缺乏的影響，雖然他們可從別的食物獲取更多的能量，但也會導致更嚴重的肥胖問題。

### 生物農藥
所謂生物農藥，是從天然材料（動物、植物、微生物和某些礦物質）中提取而得的農藥。生物農藥可做傳統農藥的替代品，減少整體農業污染，因為它們可安全處理，通常不會對有益的無脊椎動物或脊椎動物產生大危害，並且殘留時間不長。但也存有某些擔憂，即可能對非目標物種的種群產生負面影響。
在美國，生物農藥受EPA監管。由於生物農藥比其他農藥產生的危害較小，對環境的影響也較小，因此對於註冊使用不會要求提供太多的的資料。許多生物農藥是經過美國農業部的國家有機計劃中的有機農作物生產標準通過。

### 外來物種

#### 入侵物種

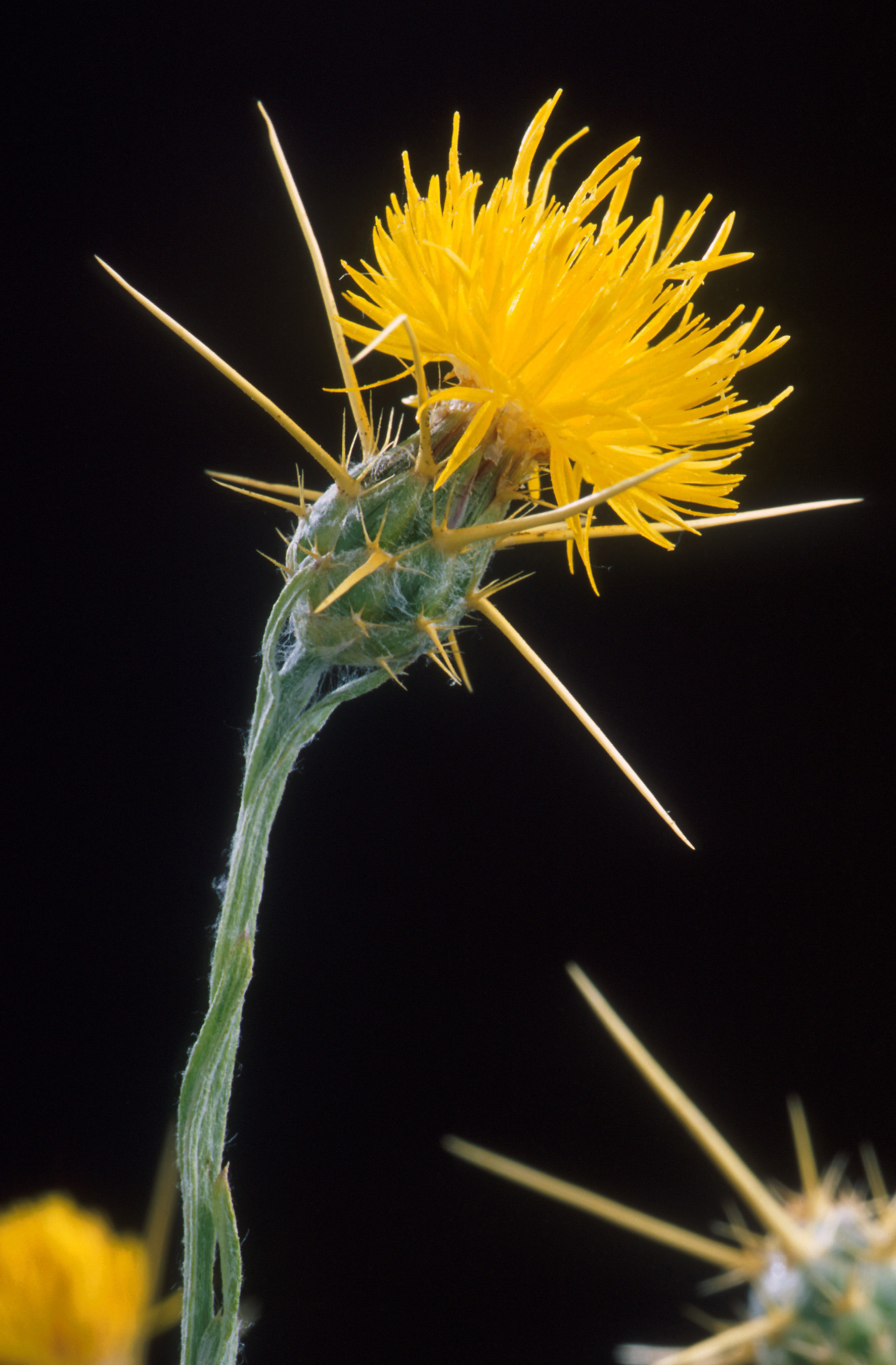
黃星薊可能是透過受污染的飼料種籽進入北美洲，是種兇猛的入侵物種，而像犁田以及放牧等活動更會增快其散佈的速度。這種植物對馬有毒性，會限制其他植物的生長（降低生物多樣性及破壞自然生態系統），並形成當地動物遷徙的障礙。

農業全球化的結果導致日益增多的害蟲、雜草和疾病的意外傳播，進入新的地區。如果它們在當地穩住腳步，就成為一種入侵物種，而對本地物種的種群產生影響並威脅到當地的農業生產。例如把歐洲飼養的熊蜂運往美國和/或加拿大作為商業授粉媒介（舊大陸的昆蟲物種引入新大陸）。這種引入方式可能是導致近期北美本土熊蜂數量減少的原因。農業引進的物種也會與本地物種結合而產下雜交種，而讓遺傳生物多樣性降低，最終威脅到農業生產。
由於農業活動所產生相關的棲息地干擾也會促進這些引入生物在當地紮根。受到污染的農業機械、牲畜和飼料，以及受到污染的作物或牧草種子也可能導致雜草蔓延。
檢疫（參見生物安全）是在政策層面上對防止入侵物種傳播所做的監管方式。檢疫措施是對已有入侵物種進入的地區，限制其產品進入沒受入侵物種干擾的地區。世界貿易組織（WTO）根據《實施衛生和植物檢疫措施協定》，制定有關病蟲害檢疫的國際法規。而通常個別國家會有自己的檢疫規定。例如在美國，美國農業部所屬的動植物衛生檢驗署負責管理國內（美國境內）和國外（從美國境外進口）的檢疫。這些檢疫措施由各州邊界和入境口岸的檢查官員執行。

#### 生物防治
使用生物害蟲控制媒介，或使用捕食者、擬寄生物（如寄生蜂）、寄生蟲和病原體來控制農業害蟲，有可能減少由其他害蟲控制技術產生的農業污染（例如使用農藥）。然而，引入非當地生物防治的優點已受廣泛爭論。一旦這種生物在當地釋放，即不可逆轉。潛在的生態問題包括從農業棲息地擴散到自然環境中，以及侵犯其他宿主。此外，在採用之前要預測複雜生態系統中的相互作用的後果，和潛在的生態影響，但這種工作並不容易。一個生物防治計劃在北美反造成生態破壞的例子，當地引入一種蝴蝶擬寄生物來控制舞毒蛾和褐尾蛾。這種擬寄生物把許多蝴蝶物種當作宿主，並且可能導致幾種本地蠶蛾物種的衰落和滅絕。
歐洲生物控制實驗室（European Biological Control Laboratory）、美國農業部所屬農業研究局 、大英國協生物控制研究所（Commonwealth Institute of Biological Control）和國際生物聯合控制組織等機構可為生物控制媒介的探索提供協助。為防止農業污染，需要在引入生物防治媒介之前，對生物體的功效和生態影響進行檢疫以及廣泛研究。如果獲得批准，應在適當的農業環境中定殖和散佈生物防治媒介，並持續對其功效進行評估。

### 轉基因生物體

#### 基因污染與生態效應

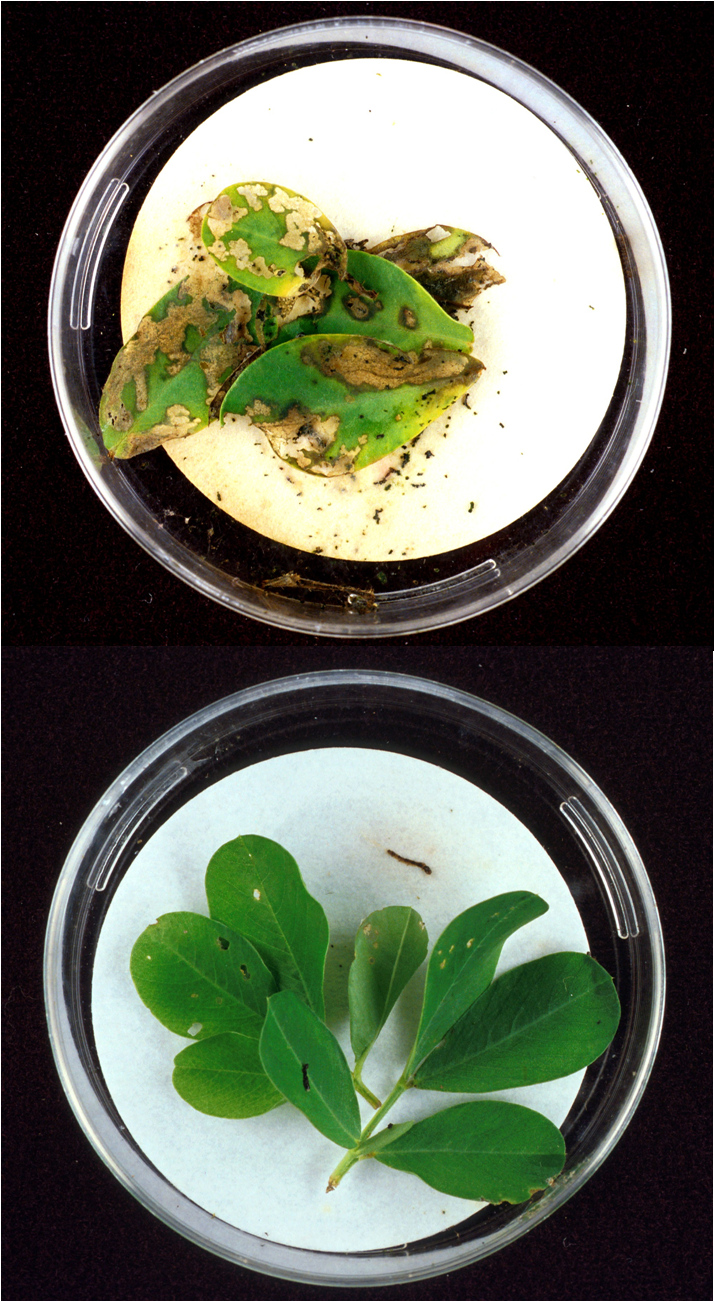
（上）未具有轉基因的花生葉會受歐洲玉米螟幼蟲的啃食。（下）具有轉基因的花生葉，因會產生蘇雲金芽孢桿菌（Bt），而可避免植食性動物的侵襲。

然而，基因改造（轉基因）作物可能透過與本地植物物種雜交，而導致本地植物的基因污染。這可能會讓本地作物發生雜草化或是滅絕。此外，如果這種轉基因植物提高在給定環境中的適應性，其本身可能會變成雜草。
還有人擔心那些非目標生物，如授粉者和害蟲天敵，可能因意外攝入會產生蘇雲金芽孢桿菌（Bt）的轉基因植物而中毒。最近所做的一項測試，在附近的乳草上撒Bt玉米花粉，對君主班蝶幼蟲攝食影響的研究，發現對其種群的威脅很低。
使用具有抗除草劑特性的轉基因作物，也會間接增加與除草劑使用相關的農業污染。例如，美國中西部種植抗除草劑玉米田中，由於增加除草劑的使用，而減少可供君王斑蝶幼蟲食用的乳草數量。
開放使用轉基因生物的規定因生物類型和不同國家而有差異。（參見基因工程規定）

#### 轉基因作物所具降低污染的功能
雖然人們對使用轉基因作物會存有一些擔憂，但其也可能是解決一些現有畜牧業污染問題的手段。污染的主要來源中，特別是因為動物的消化效率不足，而讓維生素和礦物質進入土壤中。透過基因改造作物以提高其消化效率，可最大限度地降低動物生產成本和環境破壞。如玉米和小麥這類穀物含有一種難以消化，稱為植酸的磷化合物。既然植酸不能在豬的消化道中分解，而磷是豬的必需營養素，則必須在豬的飼料中添加磷。結果是穀物中天然存在的磷幾乎完全以糞便形式排出，遭到浪費，而同時讓土壤中的磷含量升高。Enviropig（參閱轉基因動物#livestock）是種在加拿大開發出的轉基因約克夏豬，其唾液中含有植酸酶，能夠分解植酸。 這種轉基因豬具有消化穀物中磷的能力，而能降低天然磷的浪費（減少約20-60%），同時也無需在飼料中添加補充用的磷。

### 飼養動物管理

#### 糞便管理
在造成水、土壤和水污染的主要因素中，飼養動物的糞便是其中之一。根據美國農業部在2005年發表的報告，美國的農場每年產生超過3.35億噸“乾性”廢物（除去水分後的廢物）。動物養殖產業每年產生的糞便比美國城市污水處理廠所處理的人類污泥量多約100倍。農業肥料的漫源污染更是難以追踪、監測和控制。地下水中的硝酸鹽濃度很高，可能達到50毫克/升（歐盟指令中的上限）。在溝渠和河道中由肥料造成的養分污染會導致富營養化。到冬天時情況會更糟，因為在秋季中的犁田會導致大量硝酸鹽釋放；冬季降雨雪量較大，增加徑流和淋溶，植物能吸收的數量反而較低。EPA表示一個擁有2,500頭牛的牧場所產生的廢物數量，與擁有約411,000名居民的城市相等。美國國家科學研究委員會已將氣味問題定為地方一級重要的動物排放問題。對於不同的動物，可採用不同的管理程序來處理每年產生的大量廢物。
糞便管理的優點是減少糞便數量，以降低運輸和施用於作物的工作，以及減少土壤壓實。糞便管理還可減少糞便中存在的病原體數量，而降低人類健康和生物安全風險。未經稀釋的動物糞便或是糞漿中此類物質比生活污水中的濃度高100倍，並且會含有腸道寄生蟲（隱孢子蟲），這種寄生蟲難以檢測，也會傳染給人類。青貯飼料液體（由濕草發酵產生）甚至比糞漿的害處更大，青貯飼料液體具有低pH值和非常高的生物需氧量，由於pH值低而具高腐蝕性，導致存儲設備中的合成材料損壞，而發生意外溢出。這些問題可通過正確的糞便管理系統，因地制宜，而達到優化的結果。

#### 糞便處理

##### 堆肥
堆肥是種固體肥料管理系統，使用來自畜舍的固體糞便，或由液體糞便分離出的固態物做處理。處理堆肥的程序有兩種，主動法和被動法。在主動堆肥過程中，會定期攪拌糞便，而在被動過程中則不會。由於被動堆肥具有不完全分解和較低的氣體擴散速率特性，其溫室氣體排放量也較低。

##### 固液分離
糞便可透過機械方式分離成固體和液體兩部分，以利管理。液體（含有4-8%乾物質）很容易地在泵系統中使用，方便撒播在作物上，而固體部分（含有15-30%乾物質）可用作畜舍墊料、撒在作物上、作堆肥或是運走。

##### 厭氧消化和厭氧處理池

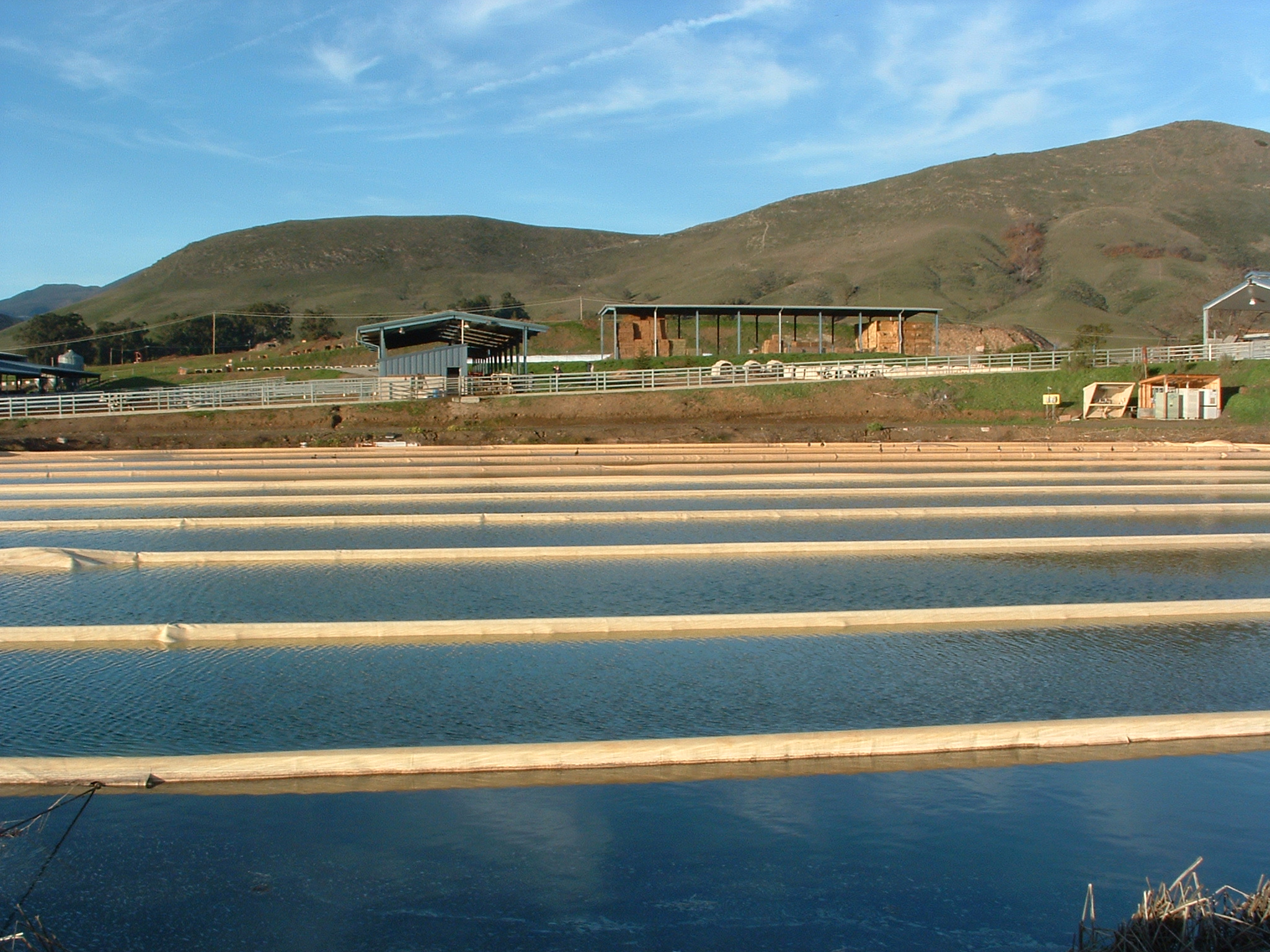
位於乳牛農場內的厭氧糞便處理池。

厭氧消化是在金屬容器內，利用沒空氣的狀態，透過細菌對液態動物糞便進行生物處理，促進有機固體的分解。並用熱水加熱，以提高沼氣的產量。所餘的液體存有豐富的營養，可作為田間的肥料，還有甲烷氣體，可直接透過沼氣爐燃燒，或用在發動機，以產生電能和熱能。甲烷是種溫室氣體，其效力是二氧化碳的20倍左右，必須善加控制，否則會對環境產生重大負面影響。糞便的厭氧處理是在糞便管理過程中，處理氣味的最佳方法。
糞便厭氧處理池也使用厭氧過程來分解固體，由於處理池是在環境溫度下運作，其處理的速度比透過金屬容器加熱會慢很多。處理池需要用到大面積，以及充分稀釋的狀態下才能正常進行，因而這種方式在美國北部的氣候條件下通常並不適合。處理池也具有降低氣味的好處，並可產生沼氣，用於供熱和發電。
研究顯示，使用好氧消化方式可減少溫室氣體排放。溫室氣體減排，和因此獲得的獎勵積點可用來補償好氧消化技術所需的較高架設成本，並促進相關設備生產商發展更優越的技術，來取代目前的厭氧處理池。